# 北方底鱂
北方底鱂，為輻鰭魚綱鯉齒目鯉齒亞目底鱂科的其中一種，為溫帶淡水魚，分布於美國白河、肯塔基河、密西西比河、格林河上游、田納西河流域，體長可達20公分，棲息在砂石底質、水淺的洄水區，以昆蟲、蝸牛等為食，生活習性不明，可做為觀賞魚。

## 擴展閱讀
維基物種上的相關：北方底鱂